# Landtagswahl in Baden-Württemberg 1956
- SPD: 36
- FDP/DVP: 21
- CDU: 56
- GB/BHE: 7

Die Landtagswahl in Baden-Württemberg 1956 fand am 4. März statt. Zum letzten Mal nahm die KPD an einer Landtagswahl in Deutschland teil, bevor sie im Sommer des Jahres verboten wurde. Die von Ministerpräsident Gebhard Müller geführte Allparteienkoalition wurde fortgesetzt.

## Ausgangslage
Bis 1953 war die CDU in der Opposition. FDP/DVP, SPD und GB/BHE hatten eine Regierungskoalition unter Ministerpräsident Reinhold Maier (FDP/DVP) gebildet. Nach dem 30. September 1953 wurde unter Ministerpräsident Gebhard Müller (CDU) eine „Quasi-Allparteienkoalition“ geführt, nur die KPD war nicht an der Regierung beteiligt.

## Ergebnis
| Partei                 | Stimmen   | Anteil           | Sitze  | Direkt- mandate | Sitze 1952 |
| CDU                    | 1.392.635 | 42,64 %          | 56     | 48              | 50         |
| SPD                    | 942.732   | 28,86 %          | 36     | 20              | 38         |
| FDP/DVP                | 541.221   | 16,57 %          | 21     | 2               | 23         |
| GB/BHE                 | 204.335   | 6,26 %           | 7      |                 | 6          |
| KPD                    | 104.652   | 3,20 %           |        |                 | 4          |
| GVP                    | 50.618    | 1,55 %           |        |                 |            |
| BdD                    | 18.077    | 0,55 %           |        |                 |            |
| DG                     | 11.747    | 0,36 %           |        |                 |            |
| Einzelbewerber         | 152       | 0,01 %           |        |                 |            |
| gültige Stimmen        | 3.266.169 | 100,00 % 98,68 % | 120    | 70              | 121        |
| ungültige Stimmen      | 62.691    |                  | 1,32 % |                 |            |
| Wähler Wahlbeteiligung | 3.328.860 | 100,00 % 70,25 % |        |                 |            |
| Nichtwähler            | 1.409.530 | 29,75 %          |        |                 |            |
| Wahlberechtigte        | 4.738.390 | 100,00 %         |        |                 |            |

## Landtag und Landespolitik nach der Wahl
Gebhard Müller setzte die Allparteienkoalition fort. Auch nach seinem Ausscheiden als Ministerpräsident und dem Übergang des Amtes an Kurt Georg Kiesinger blieben alle Landtagsparteien in der Regierung vertreten.
Siehe dazu auch:
- Liste der Mitglieder des Landtags von Baden-Württemberg (2. Wahlperiode)
- Kabinett Müller III (Baden-Württemberg)
- Kabinett Kiesinger I